# Olympische Sommerspiele 1912/Fechten
Bei den Olympischen Spielen 1912, offiziell Spiele der V. Olympiade genannt, in der schwedischen Hauptstadt Stockholm fanden fünf Wettbewerbe im Fechten statt. Austragungsort war der Östermalms idrottsplats, eine Sportanlage im Stadtbezirk Östermalm.

## Bilanz

### Medaillenspiegel
| Platz  | Land               | Gold | Silber | Bronze | Gesamt |
| ------ | ------------------ | ---- | ------ | ------ | ------ |
| 1      | Ungarn             | 2    | 1      | 1      | 4      |
| 2      | Belgien            | 2    | –      | 1      | 3      |
| 3      | Königreich Italien | 1    | 1      | –      | 2      |
| 4      | Österreich         | –    | 1      | 1      | 2      |
| 5      | Dänemark           | –    | 1      | –      | 1      |
| 5      | Großbritannien     | –    | 1      | –      | 1      |
| 7      | Niederlande        | –    | –      | 2      | 2      |
| Gesamt | Gesamt             | 5    | 5      | 5      | 15     |

### Medaillengewinner
| Disziplin        | Gold | Silber | Bronze |
| ---------------- | --- | --- | --- |
| Degen            | Paul Anspach (BEL) | Ivan Osiier (DEN) | Philippe Le Hardy de Beaulieu (BEL)                                                                            |
| Florett          | Nedo Nadi (ITA) | Pietro Speciale (ITA) | Richard Verderber (AUT)                                                                                        |
| Säbel            | Jenő Fuchs (HUN) | Béla Békessy (HUN) | Ervin Mészáros (HUN)                                                                                           |
| Degen Mannschaft | BelgienHenri Anspach Paul Anspach Fernand de Montigny Robert Hennet Jacques Ochs François Rom Gaston Salmon Victor Willems | GroßbritannienEdgar Amphlett John Blake Percival Davson Arthur Everitt Martin Holt Sydney Martineau Robert Montgomerie Edgar Seligman | NiederlandeJetze Doorman Arie de Jong Leonardus Salomonsson Willem van Blijenburgh George van Rossem           |
| Säbel Mannschaft | UngarnLászló Berti Dezső Földes Jenő Fuchs Oszkár Gerde Ervin Mészáros Zoltán Schenker Péter Tóth Lajos Werkner            | Kaisertum ÖsterreichAlbert Bogen Rudolf Cvetko Friedrich Golling Otto Herschmann Andreas Suttner Reinhold Trampler Richard Verderber  | NiederlandeArie de Jong Hendrik de Iongh Jetze Doorman Dirk Scalongne Willem van Blijenburgh George van Rossem |

## Ergebnisse

### Degen Einzel
| Platz | Land | Athlet                        | Siege |
| ----- | ---- | ----------------------------- | ----- |
| 1     | BEL  | Paul Anspach                  | 6:1   |
| 2     | DEN  | Ivan Osiier                   | 5:2   |
| 3     | BEL  | Philippe Le Hardy de Beaulieu | 4:3   |
| 4     | BEL  | Victor Boin                   | 4:3   |
| 5     | SWE  | Einar Sörensen                | 3:4   |
| 6     | GBR  | Edgar Seligman                | 2:5   |
| 7     | BEL  | Léon Tom                      | 1:6   |
| 8     | GBR  | Martin Holt                   | 0:7   |

Datum: 11. bis 13. Juli 1912 

93 Teilnehmer aus 15 Ländern

### Degen Mannschaft

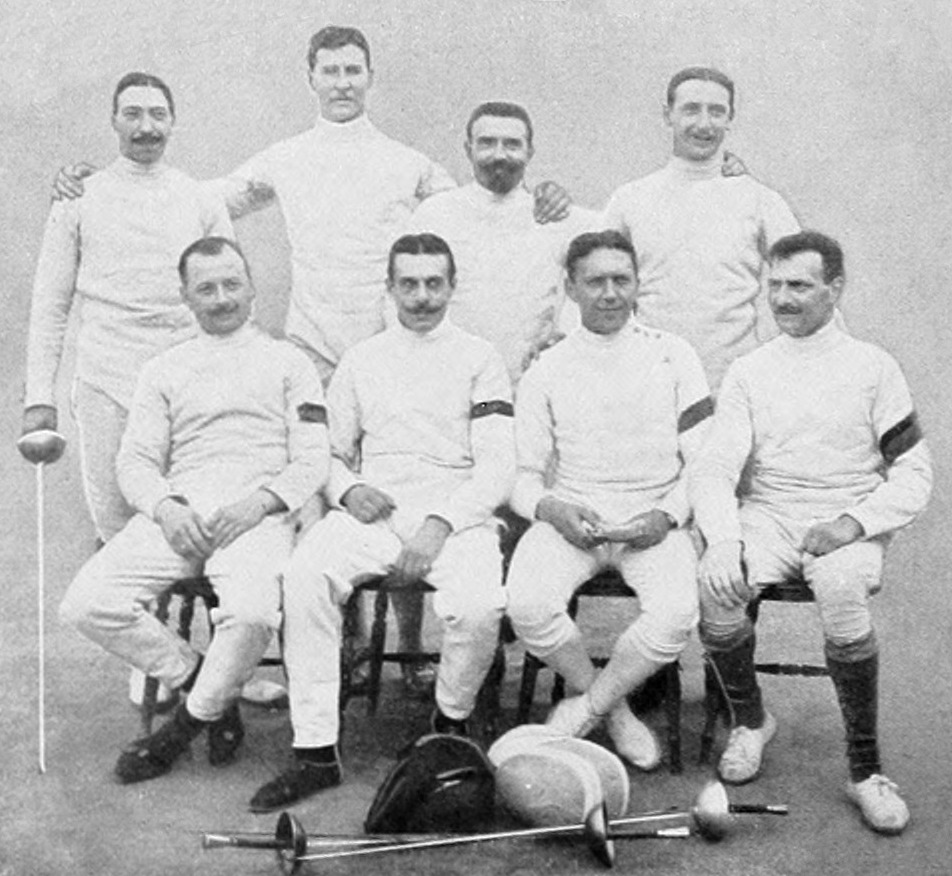
Das belgische Degen-Team

| Platz | Land | Athleten |
| ----- | ---- | --- |
| 1     | BEL  | Henri Anspach, Paul Anspach, Fernand de Montigny, Robert Hennet, Jacques Ochs, François Rom, Gaston Salmon, Victor Willems       |
| 2     | GBR  | Edgar Amphlett, John Blake, Percival Davson, Arthur Everitt, Martin Holt, Sydney Martineau, Robert Montgomerie, Edgar Seligman   |
| 3     | NED  | Jetze Doorman, Arie de Jong, Leonardus Salomonson, Willem van Blijenburgh, George van Rossem                                     |
| 4     | SWE  | Georg Branting, Eric Carlberg, Gustaf Lindblom, Louis Sparre, Einar Sörensen, Pontus von Rosen                                   |
| 5     | DEN  | Ejnar Levison, Hans Olsen, Ivan Osiier, Lauritz Christian Østrup                                                                 |
| 5     | GRE  | Panagiotis Kambas, Kostas Kotzias, Petros Manos, Sotirios Notaris, Georgios Petropoulos, Tryfon Triantafyllakos, Georgios Versis |
| 7     | BOH  | Vilém Goppold jr., Vilém Goppold von Lobsdorf, František Kříž, Josef Pfeiffer                                                    |
| 7     | GER  | Hermann Plaskuda, Emil Schön, Friedrich Schwarz, Heinrich Ziegler                                                                |

Datum: 9. bis 10. Juli 1912 

63 Teilnehmer aus 15 Ländern

### Florett Einzel
| Platz | Land | Athlet             | Siege |
| ----- | ---- | ------------------ | ----- |
| 1     | ITA  | Nedo Nadi          | 7:0   |
| 2     | ITA  | Pietro Speciale    | 5:2   |
| 3     | AUT  | Richard Verderber  | 4:3   |
| 4     | HUN  | László Berti       | 4:3   |
| 5     | ITA  | Edoardo Alaimo     | 4:3   |
| 6     | GBR  | Edgar Seligman     | 3:4   |
| 7     | HUN  | Béla Békessy       | 1:6   |
| 8     | GBR  | Robert Montgomerie | 0:7   |

Datum: 6. bis 8. Juli 1912 

104 Teilnehmer aus 15 Ländern

### Säbel Einzel
| Platz | Land | Athlet          | Siege |
| ----- | ---- | --------------- | ----- |
| 1     | HUN  | Jenő Fuchs      | 6:1   |
| 2     | HUN  | Béla Békessy    | 5:2   |
| 3     | HUN  | Ervin Mészáros  | 5:2   |
| 4     | HUN  | Zoltán Schenker | 4:3   |
| 5     | ITA  | Nedo Nadi       | 4:3   |
| 6     | HUN  | Péter Tóth      | 2:5   |
| 7     | HUN  | Lajos Werkner   | 1:6   |
| 8     | HUN  | Dezső Földes    | 1:6   |

Datum: 16. bis 18. Juli 1912 

64 Teilnehmer aus 12 Ländern

### Säbel Mannschaft

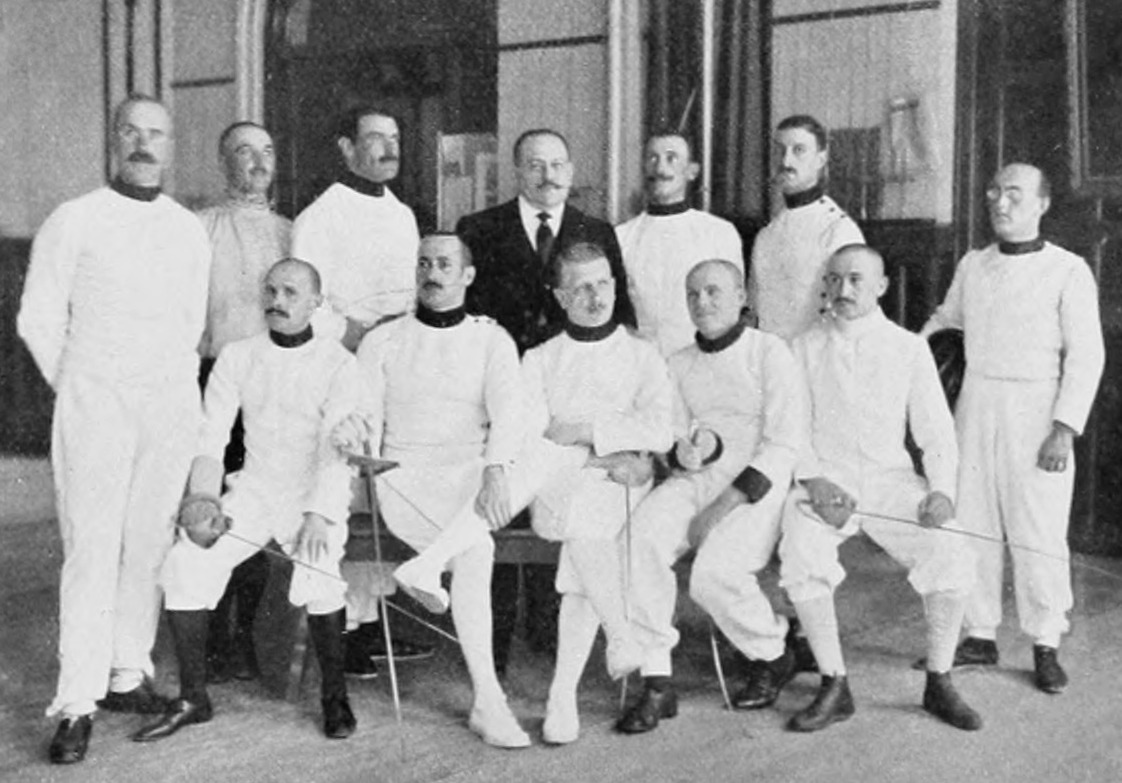
Das ungarische Säbel-Team

| Platz | Land | Athleten |
| ----- | ---- | --- |
| 1     | HUN  | László Berti, Dezső Földes, Jenő Fuchs, Oszkár Gerde, Ervin Mészáros, Zoltán Schenker, Péter Tóth, Lajos Werkner                                       |
| 2     | AUT  | Albert Bogen, Rudolf Cvetko, Friedrich Golling, Otto Herschmann, Andreas Suttner, Reinhold Trampler, Richard Verderber                                 |
| 3     | NED  | Arie de Jong, Hendrik de Iongh, Jetze Doorman, Dirk Scalongne, Willem van Blijenburgh, George van Rossem                                               |
| 4     | BOH  | Josef Čipera, Vilém Goppold von Lobsdorf, Josef Pfeiffer, Bedřich Schejbal, Otakar Švorčík                                                             |
| 5     | BEL  | Henri Anspach, Marcel Berré, Robert Hennet, Philippe Le Hardy de Beaulieu, Léon Tom                                                                    |
| 5     | ITA  | Edoardo Alaimo, Gino Belloni, Giovanni Benfratello, Fernando Cavallini, Ugo Di Nola, Nedo Nadi                                                         |
| 7     | GER  | Johannes Adam, Jakob Erckrath de Bary, Fritz Jack, Julius Lichtenfels, Walther Meienreis, Hermann Plaskuda, Emil Schön, Friedrich Schwarz, Georg Stöhr |
| 7     | GBR  | Edward Brookfield, Harry Butterworth, Archibald Corble, Richard Crawshay, William Marsh, Alfred Ridley-Martin                                          |

Datum: 14. bis 15. Juli 1912 

69 Teilnehmer aus 11 Ländern